# 土默特左翼旗
土默特左翼旗，清朝到民国初年的漠南蒙古旧旗名。下设18个参领（扎兰）、79个佐领（苏木），属于卓索图盟。牧地约今辽宁省阜新市阜新县一带。
由于土默特左翼旗的蒙古族主要是于天聪六年（1632年）从河套地区辗转迁徙到这里的蒙古贞部落3万余人，所以人们习惯称此地为蒙古贞。 

## 歷史

### 源流
元初，成吉思汗异母弟别里古台的后裔被元朝封为广宁王，驻广陵（今北镇县），划定辽西一带为其领地。
明代中叶，达延汗重新统一蒙古本部时，蒙古贞（蒙郭勒津）活跃于今内蒙古河套地区，在其首领火筛领导下做出过贡献。达延汗将蒙古贞划为右翼三万户之一，并由其四子阿尔苏博罗特统率蒙郭勒津和多罗土蛮万户。蒙郭勒津与土默特部落原同处于一个万户，一起游牧；后来又一起从河套迁到宣府边外，且有联姻关系。后来，巴尔斯博罗特次子俺答汗实力强大，兼并了蒙郭勒津万户的大部分，只有其中的多罗土蛮部由阿尔苏博罗特之子布哲吉尔台吉所领有，其余各部均由俺答汗及其弟拉布克台吉所占。蒙郭勒津万户的名称也逐渐被俺答汗所领的土默特所取代，统称为土默特万户。
同时期，大兴安岭南麓朵颜卫左都督花当（和通）率朵颜-兀良哈部落6000户游牧额沁河（大凌河），與東遷的喀喇沁部落融合，此後称“喀喇沁”。16世纪末，花当之曾孙莽古岱从喀喇沁右翼徙居今阜蒙县境。
明末，原驻牧河套地区、已迁徙到今张家口和承德交界的独石口、丰宁一带的蒙古贞部落3万多人随同土默特部落一部分人马，在土默特部落首领鄂木布楚琥尔（溫布，辛愛黃台吉之孫）率领下继续东迁。土默特部落定居于今朝阳市，蒙古贞部落定居于今阜蒙县。
1629年（天聪三年），鄂木布楚琥尔偕善巴（朵颜首领莽古岱之子诺木图伟征之子）归附后金。1635年（天聪九年），皇太极批准设土默特左、右翼两个旗，由固山额真统领。入清後，在1637年（崇德二年）授扎萨克，此后成为外藩蒙古的一部分。
- 土默特右翼旗，在今朝阳市区境内。其牧民与归化城土默特（今内蒙古土默特左、右旗）牧民同族。鄂木布楚瑚尔任旗第一任扎萨克。
- 土默特左翼旗，包括今阜蒙县境内驻牧的蒙古各部。其中，蒙古贞部落人口占大多数。由于朵颜-兀良哈部落早已居住此地，朵颜衛後裔善巴任旗第一任扎萨克，从此世袭统治达308年。共有十三代（十四任，其中两任为兄弟二人）扎萨克。

### 建制
清代外藩爵位分为六等，即亲王、郡王、贝勒、贝子、镇国公、辅国公；此六等以下还设有台吉、塔布囊，又分为四等，台吉、塔布囊的爵位相同，土默特左翼旗、喀喇沁部的三旗因为是者勒篾的后裔，称塔布囊，其余旗称台吉。土默特左翼旗的王公贵族主要来源于之前的兀良哈三卫（朵颜卫），而属民大多数来源于随一部分土默特东迁的蒙古贞部落。
首任扎萨克善巴原住于今阜新蒙古族自治县国华乡后官营子；旗府一度迁到今富荣镇乡贝力房村；又迁今七家子乡旧贝营子。1738年（乾隆三年）定居今王府镇。
1662年（康熙元年），外喀尔喀札萨克图汗旺舒克被杀，部众溃散。其属下巴勒布冰图从杭爱山南下投靠清廷，部落受命会牧于土默特左翼旗境內，此後也被稱為「唐古特喀爾喀」。巴勒布冰图在1665年（康熙四年）被封為多罗贝勒，其後人作為該旗閒散王公一直隸屬於土默特左翼旗。
九一八事变後，满洲国政府废除其境内各盟，各蒙旗由省直辖，并积极谋划废除蒙古王公的封建权力。1930年，旗扎萨克衙门改称土默特左旗公署，1934年改称土默特左旗政府。
1936年1月1日，满洲国实施蒙地奉上政策，废除扎萨克制度，施行旗长制，原扎萨克云丹桑布改任土默特左旗旗长。1936年6月云丹桑布赴日本留学。由依萨布（汉名鲍海楼）继任旗长。
1943年鲍海楼身亡，云丹桑布回任土默特左旗旗长直至满洲国垮台，后自任土默特左旗治安维持会会长。
国共内战期间，云丹桑布于1946年4月率部队二百余人起义投向解放区，部队被中共改编为蒙民二大队。1946年9月云丹桑布又率十七人叛变；解放军占领阜新後，他被东北人民政府镇压。

## 区划沿革
旗境东至绕阳河接今彰武县界，西至今北票市接土默特右翼旗（今朝阳、北票）界，北至北大河接库伦旗界，南至柳条边接义县、北镇、黑山界。治所初在海特哈山，康熙末移至今阜新市细河区四合乡九营子。
1903年（光绪二十九年），在土默特左翼旗全境及奈曼、库伦部分旗地设置阜新县，管理汉民事务，旗县并存。
1940年1月1日，满洲国从阜新县划出25个村和今阜新镇，设立阜新市，同时撤县存旗。1945年末，国民党政府把土默特左旗改为阜新县。
抗战胜利后，东北行营又将市、县合并为阜新县，保留土默特左旗。1946年3月，中共阜新县民主政府改为阜新县土默特左旗联合政府。1946年4月，中共的辽西省阜新县、彰武县合并，设阜彰土苏联合政府，即阜新县、彰武县、土默特左旗、苏鲁克旗。中共县委书记刘异云、副书记李长祯，县长张昌、副县长叶舟，旗长包忠爱、副旗长孟和巴图。县委驻地彰武县哈尔套。1947年9月，阜、彰两县分开，设阜土（阜新县、土默特左旗）、彰苏（彰武县、苏鲁克旗）联合政府。
1948年3月18日，解放军控制阜新全境，同年4月恢复阜新市。1949年4月，根据东北行政委员会发布的新的行政区划，阜、彰两县恢复原有县名。1949年5月，阜新县土默特左旗联合政府改为阜新县政府。1957年10月18日，国务院全体会议第58次会议批准辽宁省人民委员会关于撤销阜新县、设置阜新蒙古族自治县的报告。

## 歷任扎萨克达尔汉多罗贝勒
世系与喀喇沁扎萨克杜棱郡王同祖：花当—革儿孛罗—革兰台—莽古岱
1. 善巴（莽古岱之孙）
2. 卓里克图
3. 兆图
4. 额尔德穆图
5. 玛尼
6. 阿刺布坦
7. 索诺穆巴勒珠尔
8. 贡楚克巴尔桑
9. 济克莫特扎布
10. 那逊乌勒哲依
11. 散巴勒诺尔赞
12. 哈斯塔玛嘎
13. 色凌那木济勒旺宝
14. 云丹桑布